# Liste von Hochwasserereignissen an der Erft
Die Liste von Hochwasserereignissen an der Erft und ihrer Nebenbäche basiert auf Aufzeichnungen, die bis in das 14. Jahrhundert zurückreichen.
Die Erft entspringt am Nordwestrand des zur Eifel gehörenden Ahrgebirges im Ort Holzmülheim, Kreis Euskirchen und mündet nach 106,6 km bei Neuss-Grimlinghausen in den Rhein. Der Höhenunterschied von der Quelle (527 m ü. NHN, Hauptstrang-Oberlauf) und der Mündung (31 m ü. NHN) beträgt 469 m, entsprechend einem Sohlgefälle von 4,7 ‰. Nördlich von Weilerswist mündet die Swist als größter Nebenfluss in die Erft. Extreme Abflusssituationen sind typisch für die Erft, wobei extreme Hochwasser überwiegend aus lokalen Starkniederschlägen im Sommerhalbjahr im Erft-Einzugsgebiet entstehen.
Im Laufe der Jahrhunderte verursachten Überschwemmungen der oberen Erft zahlreiche Unwetterkatastrophen, bei denen immer wieder Menschenleben und schwere Schäden an Häusern, Straßen, Brücken und Äckern zu beklagen waren. Die Nachrichten hierüber sind in verschiedenen Chroniken überliefert.

## Verlauf der Erft mit den anliegenden Orten

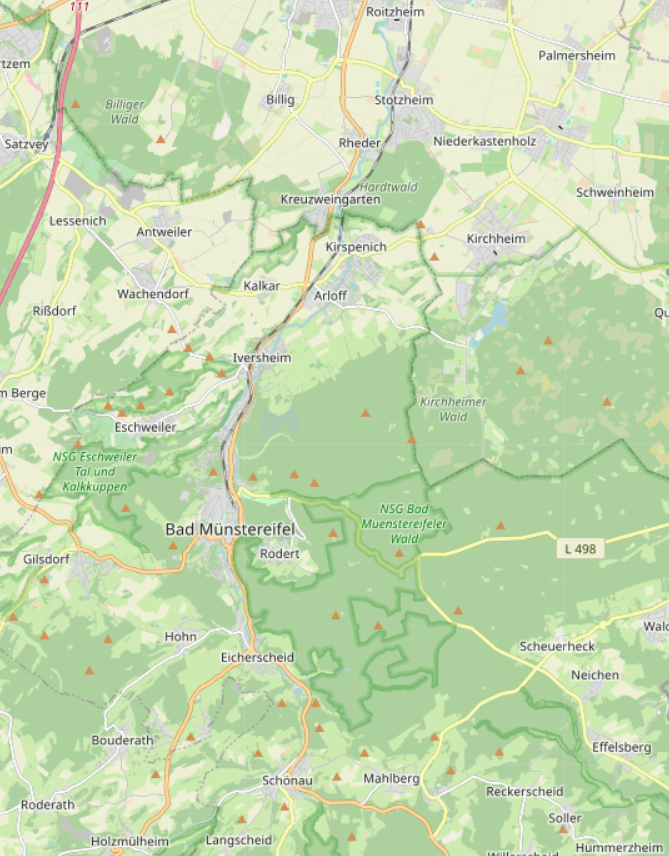
Obere Erft[1]: Von der Quelle in Holzmülheim, Bad Münstereifel, Iversheim, Arloff, Kreuzweingarten bis Roitzheim.
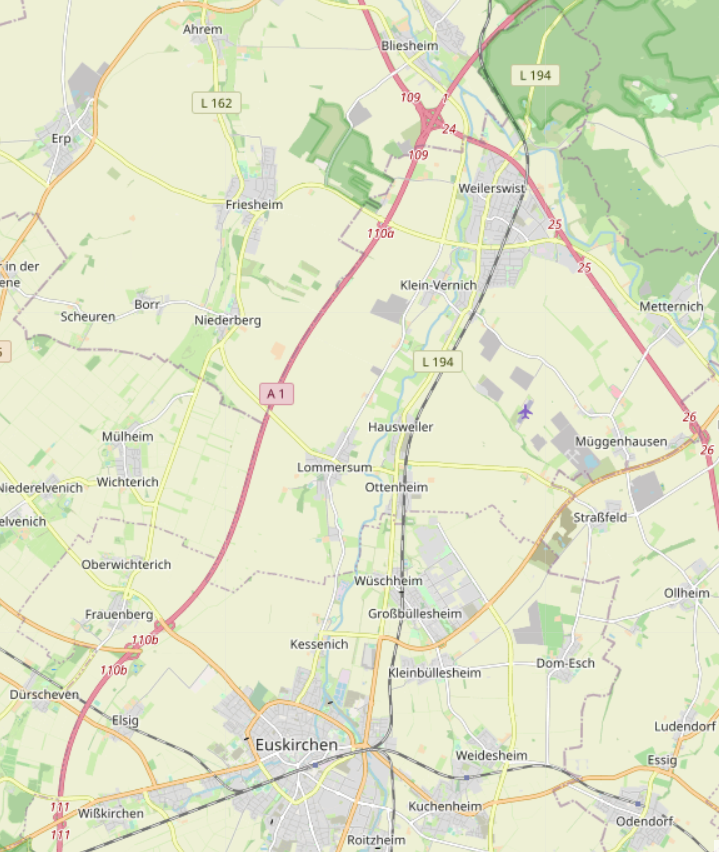
Obere Erft: Von Roitzheim, Euskirchen, Weilerswist bis Bliesheim; und unteres Swisttal.
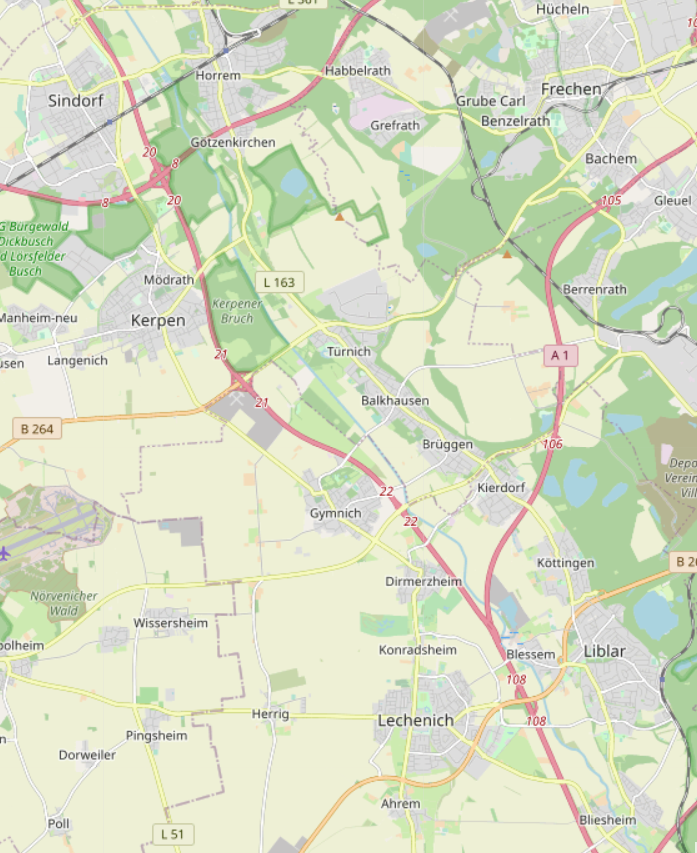
Mittlere Erft: Von Bliesheim, Blessem, Kerpen bis Horrem.
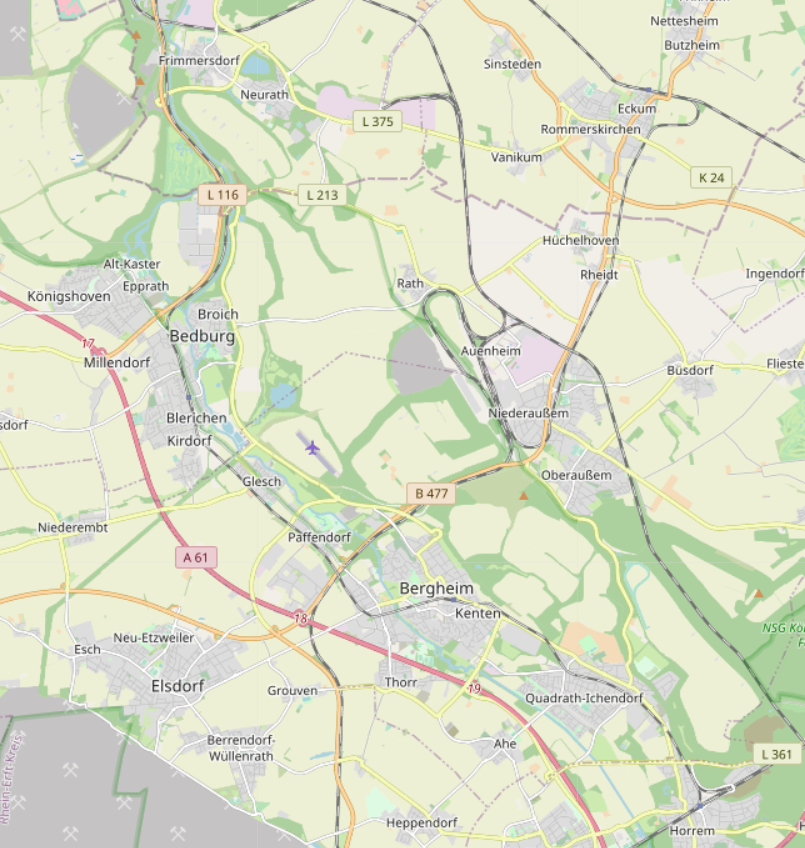
Untere Erft: Von Horrem, Bergheim, Bedburg bis Frimmersdorf.
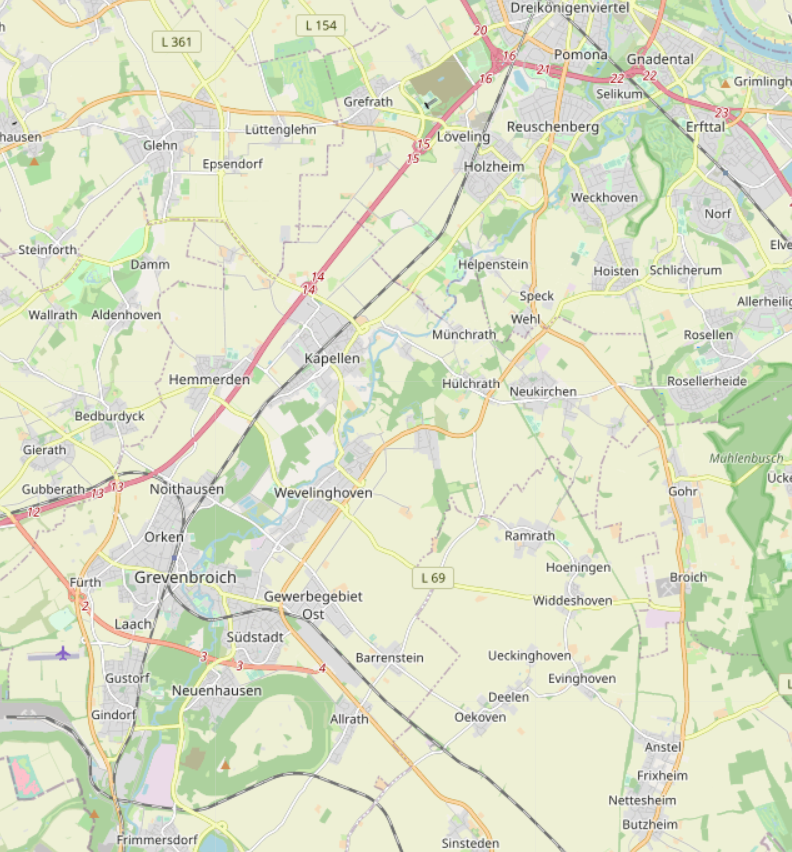
Untere Erft: Von Frimmersdorf, Grevenbroich bis Reuschenberg (Neuß) am Rhein.

## Liste
| Datum                  | Ort (e) | Ereignis |
| ---------------------- | --- | --- |
| 26. Mai 1393           | Münstereifel | Bei Hochwasser wurde die Hospitalsbrücke in Münstereifel überschwemmt. |
| 11. Juni 1402          | Münstereifel | 3 bis 5 Häuser, Stege und Brücken wurden durch das Hochwasser zerstört. |
| 18. August 1404        | Münstereifel | Das Hochwasser richtete noch größeren Schaden an als im Jahr 1402. |
| 6. Juli 1416           | Münstereifel, Roitzheim | Es wird von der schlimmsten, bisher überlieferten Überschwemmung der Erft berichtet. Die Menschen in Münstereifel wurden in der Nacht von dem unerwarteten Hochwasser überrascht. Durch den gewaltigen Wasserdruck auf die Stadt-Tore konnten diese nicht mehr geöffnet werden. Auch war der Durchfluss der Erft durch die Maueröffnungen in den Befestigungsanlagen, die durch Fallgitter gesichert waren, mit Heu, Strauchwerk, Ästen, Bäumen usw. blockiert. Innerhalb der Stadt bildete sich ein Stausee mit einem extremen Wasserstand aus, der erst über die damals noch hohe Stadtmauer abfließen konnte. Erst als die untere Stadtmauer und das Werthertor unter dem Druck der Wassermassen teilweise einstürzten, sank der extreme Wasserstand in der Stadt wieder. Bis zum Ort Roitzheim wurden Häuser zerstört bzw. fortgerissen. Nach den Überlieferungen kamen dabei 200 Menschen ums Leben. Ein kleines steinerne Kreuz, das noch am Aufgang zur ehemaligen Johanniskirche steht, erinnert an das Hochwasserereignis im Jahr 1416 und gibt an, dass 1500 Menschen und ungefähr 3000 Stück Vieh umkamen (die Anzahl 1500 Menschen wird jedoch von den Historikern bezweifelt). Das Kreuz an der Johannistreppe steht fast 10 Meter über der Johannisstraße und 14 Meter über der Erftsohle. Wenn das Wasser bis zu dieser Höhe gestiegen war, dann müsste es die Häuser des unteren Stadtteils fast ganz überflutet haben. |
| 1477                   | Erft, Münstereifel | Überschwemmungen; in Münstereifel wirkte sich der versperrte Durchfluss der Erft durch die Maueröffnungen der Befestigungsanlagen – wie bereits beim Hochwasserereignis am 6. Juli 1416 – verhängnisvoll für die Bewohner aus. |
| 1486                   | Erft | Überschwemmungen |
| 1488                   | Erft, Münstereifel | starke Überschwemmungen; in Münstereifel wirkte sich der versperrte Durchfluss der Erft durch die Maueröffnungen der Befestigungsanlagen – wie bereits beim Hochwasserereignis am 6. Juli 1416 – verhängnisvoll für die Bewohner aus. |
| 5. Juni 1533           | Eingang Schleidtal | Bei Hochwasser wurde der Mühlenteich, an dem die Klostermühle stand, gänzlich zerstört (Schleidbach Zufluss zur Erft bei Bad Münstereifel). |
| 11. Juni 1542          | Münstereifel | Durch das plötzliche Einsetzen des Hochwassers der Erft mussten sich die Einwohner von Münstereifel auf die Stadtmauern und auf höhere Gebäude in Sicherheit bringen. |
| 10.–15. August 1550    | Erft | Überschwemmungen |
| 1564                   | Erft | Überschwemmungen |
| 1. März 1692           | Münstereifel | Durch das abgehende Eis und Hochwasser wurden die höhere Brücke am Entenmarkt fortgetrieben und die Werkbrücke und Schoßpforte beschädigt. |
| 23. August 1708        | Erft | Überschwemmungen mit großen Schäden. |
| 23.–30. Juli 1727      | Münstereifel | Die unterhalb der Stadt Münstereifel befindliche Lohmühle wurde durch Überschwemmung zerstört. |
| 9. Mai 1750            | Erft | Überschwemmungen mit großen Schäden. |
| 17.–19. August 1758    | Erft | Nach anhaltendem Regen in den Monaten Juni und Juli erreichte die Erft bei Münstereifel ihren höchsten Stand und überschwemmte die Äcker, wodurch die gesamte Ernte verdarb. Das Schwemmwasser war so giftig, dass Tausende von Fischen, besonders Hechte, tot an den Ufern lagen. |
| 27. März 1760          | Erft | Beschädigung des Kapitelshofs zu Weingarten durch Hochwasser. |
| 16. Januar 1777        | Erft | Überschwemmungen |
| 30. Januar 1778        | Erft | Überschwemmungen |
| 1. April 1783          | Erft | Überschwemmungen |
| 1780                   | Erft | Überschwemmungen |
| 1784                   | Erft | Überschwemmungen |
| 26.–27. Juli 1795      | Iversheim | Die Iversheimer Brücke stürzte bei Hochwasser ein. |
| 27. Juni 1797          | Obere Erft | Überschwemmungen |
| 1808                   | Obere Erft | Überschwemmungen |
| 2. Mai 1813            | Münstereifel | Vom Hochwasser wurden 8 Wohnhäuser zerstört. |
| 2. Mai 1818            | Münstereifel, die angrenzenden Ortschaften Iversheim, Arloff, Kirspenich und Weingarten                                                                | Nach drei Gewittern um 14 Uhr schwoll die Erft kräftig an, durch die oberen Stadttore von Münstereifel strömten große Wassermassen in die Stadt. Gegen 17 Uhr standen die Häuser in der Talebene bereits zum Teil bis zum 1. Stock unter Wasser. Sieben Personen und zahlreiches Vieh kamen in den Fluten um, 17 Häuser in der Wertherstraße waren nicht mehr bewohnbar, 5 Häuser waren einsturzgefährdet. Der Durchfluss der Erft durch die Maueröffnungen der Befestigungsanlagen war – wie bereits beim Hochwasserereignissen in den Jahren 1416, 1477 und 1488 versperrt. Nach der großen Überschwemmung wurden die den Abfluss des Wassers hemmenden Tore und Fallgitter entfernt. In Iversheim wurden 53 Gebäude schwer beschädigt und 9 ganz fortgerissen, 50 Stück Rindvieh, 81 Schafe, 12 Ziegen und 13 Schweine ertranken. Arloff – Kirspenich hatte den Verlust von 30 Stück Rindvieh, 54 Schafen, 4 Schweinen, 3 Eseln und einer Ziege zu beklagen. In Weingarten waren nur wenige Häuser vom Hochwasser verschont geblieben. Fast die ganze Ernte des Jahres 1818 war verloren, bei der Verwüstung der Felder waren auch künftige Ernten betroffen. In Münstereifel waren 215 Familien, in Eicherscheid 37, in Iversheim 33 und in Arloff-Kirspenich 54 hilfsbedürftig. |
| 21. April 1848         | Erft | Überschwemmungen mit großen Schäden an baulichen Anlagen und Feldfrüchten. |
| 26. Mai – 1. Juni 1853 | Erft | Überschwemmungen mit großen Schäden an baulichen Anlagen und Feldfrüchten. |
| 17. August 1858        | Erft | Überschwemmungen mit großen Schäden an baulichen Anlagen und Feldfrüchten. |
| 27. April 1863         | Erft | Überschwemmungen mit großen Schäden an baulichen Anlagen und Feldfrüchten. |
| 10. August 1870        | Erft | Überschwemmungen mit großen Schäden an baulichen Anlagen und Feldfrüchten. |
| 16.–23. Juni 1888      | Weingarten bis Stotzheim | Das gesamte Wiesental von Weingarten bis Stotzheim war vom Hochwasser verschlammt. Der Kreis Euskirchen zahlte Entschädigungen zwischen 20 Mark und 50 Mark an Bewohner für die Schäden an ihren Wohnhäusern und Nebengebäuden. |
| 1888                   | Blessem, Frauenthal | Durch Hochwasser der Erft wurden in Blessem und Frauenthal Gebäude beschädigt und Felder verwüstet. |
| 17. Mai 1911           | Arloff und Weingarten | Wegen Überschwemmungen mussten in Arloff die Kinder mit Fuhrwerken aus der Schule geholt werden, in Weingarten machte der Briefträger seinen Bestellgang zu Pferde. |
| 4. Juni 1921           | Iversheim | Nach schwerem Unwetter musste der Zug von Euskirchen nach Münstereifel vor Iversheim auf freier Strecke stehen bleiben, weil die Gleise unter Wasser standen. |
| 10. Mai 1922           | Erft | Bei Unwetter mit fast hühnereidicken Hagelkörnern wurden Dachziegel und Fenster zerschlagen, an der Erft waren Acker und Wiesen überschwemmt. |
| 17. Mai 1926           | Erft, Schleidtal | Die Erft und ihre Nebenbäche führten nach anhaltendem Regen Hochwasser, im Schleidtal entstanden große Verwüstungen. |
| 25./26. Juni 1953      | Münstereifel Arloff, Kirspenich, Eicherscheid, Weilerswist, Kreuzweingarten, Hardtwald                                                                 | Wolkenbruchartige Regenfälle am 25. Juni ab 16 Uhr und in der Nacht zum 26. Juni hatten zu großen Überschwemmungen geführt und die Erft von Eicherscheid bis Weilerswist breit über die Ufer treten lassen. Insgesamt fielen 50 Liter Wasser auf einen Quadratmeter. Die größten Schäden entstanden zwischen Münstereifel und Arloff-Kirspenich. Die Züge der Strecke Euskirchen-Münstereifel fuhren sehr langsam über die Erftbrücken, da eine Unterspülung des Bahnkörpers zu befürchten war. In Kreuzweingarten kam es im Unterdorf und der tiefer gelegenen Bahnhofstraße zu großen Überschwemmungen; der Haltepunkt der Bundesbahn war nicht erreichbar. Die Häuser im Unterdorf mussten teilweise geräumt und das Vieh musste in Sicherheit gebracht werden. Zwischen Kreuzweingarten und Rheder war ein See vom Erftbett bis zum Hardtwald entstanden. Die Verbandstoff-Fabrik Kalff, die wegen Hochwassergefahr auf Pfeilern erbaut und mit Schutzdämmen versehen ist, war von den Wassermassen vollkommen eingeschlossen. In den Fabrikräumen stand das Wasser 80 cm hoch. |
| 10. Juni 1955          | Arloff, Kreuzweingarten | Nach anhaltenden Starkregen schossen von den Hängen Wildbäche hinab, die mit unvorstellbarer Wucht alles, was im Wege war, zu Tal rissen. Oberhalb von Arloff glich die Landschaft einem See. Im Unterdorf in Kreuzweingarten stand das Wasser in einzelnen Häusern über 1 m hoch; der Haltepunkt der Bundesbahn war nicht zu erreichen. Die Niederschlagsmenge betrug 35 Liter auf einen Quadratmeter. |
| 29. Mai 1956           | Iversheim, Arloff, Kirspenich, Kreuzweingarten und Rheder                                                                                              | Durch langanhaltenden wolkenbruchartigen Regen überfluteten die tiefliegenden Straßen, Plätze und Felder und die Parterrewohnungen, Keller, Scheunen und Stallungen. Die Kosten für die Beseitigung der Schäden wurden mit 936.000 DM angenommen. |
| Januar 1961            | Swist | Hochwasser |
| 3. Juni 1961           | Obere Erft mit dem Zentrum Münstereifel, Iversheim und Kreuzweingarten, Blessem; Swist: Flerzheim, Heimerzheim                                         | In den frühen Abendstunden wurde das gesamte Gebiet der oberen Erft mit dem Zentrum Münstereifel von einem wolkenbruchartigen Regen mit Hagelschlag heimgesucht. In Iversheim ertrank ein Junge, der in Kreuzweingarten tot aus den Wassermassen geborgen wurde. In Kreuzweingarten waren auch die höhergelegenen Wohnungen überflutet. Es wurden 82 Liter Regenwasser auf einem Quadratmeter gemessen. Überflutete Straßen in Blessem. An der Swist wurden zahlreiche Orte überflutet, manche Häuser waren nur mit Booten erreichbar. Besonders schwer betroffen waren die Orte Flerzheim und Heimerzheim. |
| März 1963              | Rotbach | Hochwasser |
| 10. Dez. 1966          | Erft | Durch den anhaltenden Regen in der Nacht und am ganzen Tag trat die Erft über die Ufer; Gärten, Felder und Wiesen standen unter Wasser. |
| 20. Febr. 1977         | Neubrück | Pegel Neubrück-Erft: Abflussmenge 36,2 m³/s, Wasserstand 159 cm |
| 7. Febr. 1984          | Kuchenheimer Mühlengraben (Erftmühlenbach), Rotbach, Lechenicher Mühlenbach, Liblarer Mühlengraben und Neffelbach                                      | Hochwasser |
| Mai/Juni 1984          | Swisttal und Erft | Trotz der angelegten Kanalisierung kam es wie im Jahr 1961 erneut zu einem ähnlich schweren Hochwasser. Pegel Neubrück-Erft: Abflussmenge 46,6 m³/s, Wasserstand 190 cm, am Pegel Morenhoven: höchstes Ereignis zwischen 1969 und 2004, fast das Doppelte des nächsthöchsten Ereignisses, am Pegel Weilerswist ebenfalls höchstes Ereignis. |
| Februar 1987           | Rotbach | Hochwasser |
| 25. Sept. 1993         | Neubrück | Pegel Neubrück-Erft: Abflussmenge 37,8 m³/s, Wasserstand 171 cm |
| 5. Mai 2002            | Kreis Euskirchen | Im Kreis Euskirchen sorgten stundenlange Niederschläge (bis zu 45 Liter/m²) für überflutete Keller, Straßen und Wiesen. Besonders betroffen waren die Orte Bad Münstereifel, Rheder und Kreuzweingarten. |
| 16. Juli 2007          | Erft | Hochwasser, am Pegel Schönau oberhalb des Hochwasserrückhaltebeckens Eicherscheid betrug der max. Wasserstand 129 cm Pegel Neubrück-Erft: Abflussmenge 31,0 m³/s |
| 28. Sept. 2007         | Eicherscheid und Bad Münstereifel Eschweiler Bach und Veybach                                                                                          | Durch die Aufnahmekapazität des Hochwasserrückhaltebeckens Eicherscheid konnten – bis auf Schäden durch Ausuferungen – größere Schäden in den flussabwärts liegenden Orten Eicherscheid und Bad Münstereifel verhindert werden. Etwa 1000-jährliches Hochwasserereignis. |
| Juli 2009              | Swisttal und Veybach | Starkes Hochwasser, das vereinzelt zu Überschwemmungen führte. |
| 30. Juli 2014          | Erft und Swist | Erft ca. 30–40-jährliches Ereignis und Swist ca. 20-jährliches Ereignis. |
| 14.–17. Juli 2021      | Erftstadt, Ortsteil Blessem, Bad Münstereifel und den umliegenden Stadtteilen Arloff, Eicherscheid, Iversheim, Kirspenich, Schönau, Steinbachtalsperre | Auf die bereits durchfeuchteten Böden im Einzugsgebiet fielen 178 mm Regen. Die über die Ufer getretene Erft und Swist überflutete weite Teile des Erftstädter Stadtgebiets, mehrere Ortschaften wurden teilweise oder vollständig evakuiert. In Bad Münstereifel und den umliegenden Stadtteilen Arloff, Eicherscheid, Iversheim, Kirspenich und Schönau gab es schwere Verwüstungen. Im Erftstädter Ortsteil Blessem floss das Wasser der Erft durch ein Wohn- und Gewerbegebiet und bahnte sich einen neuen Weg in die Grube des Kieswerks Blessem; dabei wurden bei der Burg Blessem mehrere Häuser unterspült, drei Häuser stürzten ab, acht weitere sind standunsicher und müssten abgerissen werden. Die Steinbachtalsperre drohte nach einer massiven Überströmung der Dammkrone aufgrund des Starkregens in der Eifel zu brechen und gefährdete 15.000 Menschen, die zum Verlassen ihrer Wohnungen aufgefordert wurden. Weitere Informationen: Hochwasser in Nordrhein-Westfalen 2021 |